# Cabana Turnuri
Cabana Turnuri este o cabană în Munții Făgăraș, pe valea râului Podragu situată la altitudinea de 1520 m. (45°37'34"N ; 24°40'36"E). 
Este încadrată la est de muchia Tarata, muchia Podragului la vest (în partea inferioară se află două formațiuni stâncoase asemănătoare unor turnuri, de unde și numele cabanei), la sud cascada Podragului, la nord valea Arpașului. 
Cabana a fost construită în anul 1964 din piatră și lemn. Capacitate de cazare este de 20 locuri.
Clubul de Ecologie și Turism Transmont Făgăraș, a preluat în administrare cabana Turnuri începând cu iunie 2008, unde are în derulare un proiect de ecologie și protecție a florei și faunei rare din zona Turnuri-Podragu. 